# 綠鋼琴
《绿钢琴》（英語：In the Enchanted Garden）是美国新世纪钢琴音乐家凯文·柯恩的第一张专辑，这是一张纯器乐专辑。该专辑在1996年发行。绿钢琴的这张专辑非常成功，在美国Billboard新世纪榜上蝉联26周。

## 歌曲列表
1. "Through the Arbor"（走過綠意） - 3:45
2. "Sundial Dreams"（日晷儀夢） - 4:46
3. "The Enchanted Garden"（魔法花園） - 6:54
4. "Butterfly"（蝴蝶） - 2:52
5. "Straw Hats"（草帽） - 4:14
6. "Another Realm"（另一個境界） - 5:02
7. "Water Lilies"（睡蓮） - 4:17
8. "Fairy Wings"（仙女的翅膀） - 4:30
9. "Paper Clouds"（紙雲） - 3:07
10. "After the Rain"（雨後） - 4:10

## 制作人员
- 凯文·柯恩 - 钢琴、键盘、专辑录制
- 杰夫·林斯基（Jeff Linsky） - 吉他
- 特伦斯·亚洛普（Terence Yallop） - 执行制作人